# Reggie Williams (basket-ball, 1964)
Pour les articles homonymes, voir Reggie Williams (basket-ball, 1986) et Williams.
Reggie Williams, né le 5 mars 1964 à Baltimore au Maryland, est un ancien joueur américain de basket-ball ayant notamment évolué en NBA aux postes d'arrière et d'ailier.
Après avoir passé sa carrière universitaire dans l'équipe des Hoyas de Georgetown, il a été drafté en 4e position par les Clippers de Los Angeles lors de la draft 1987 de la NBA.